# African Network Information Center

Kaart van de gebieden van de Regional Internet Registry's

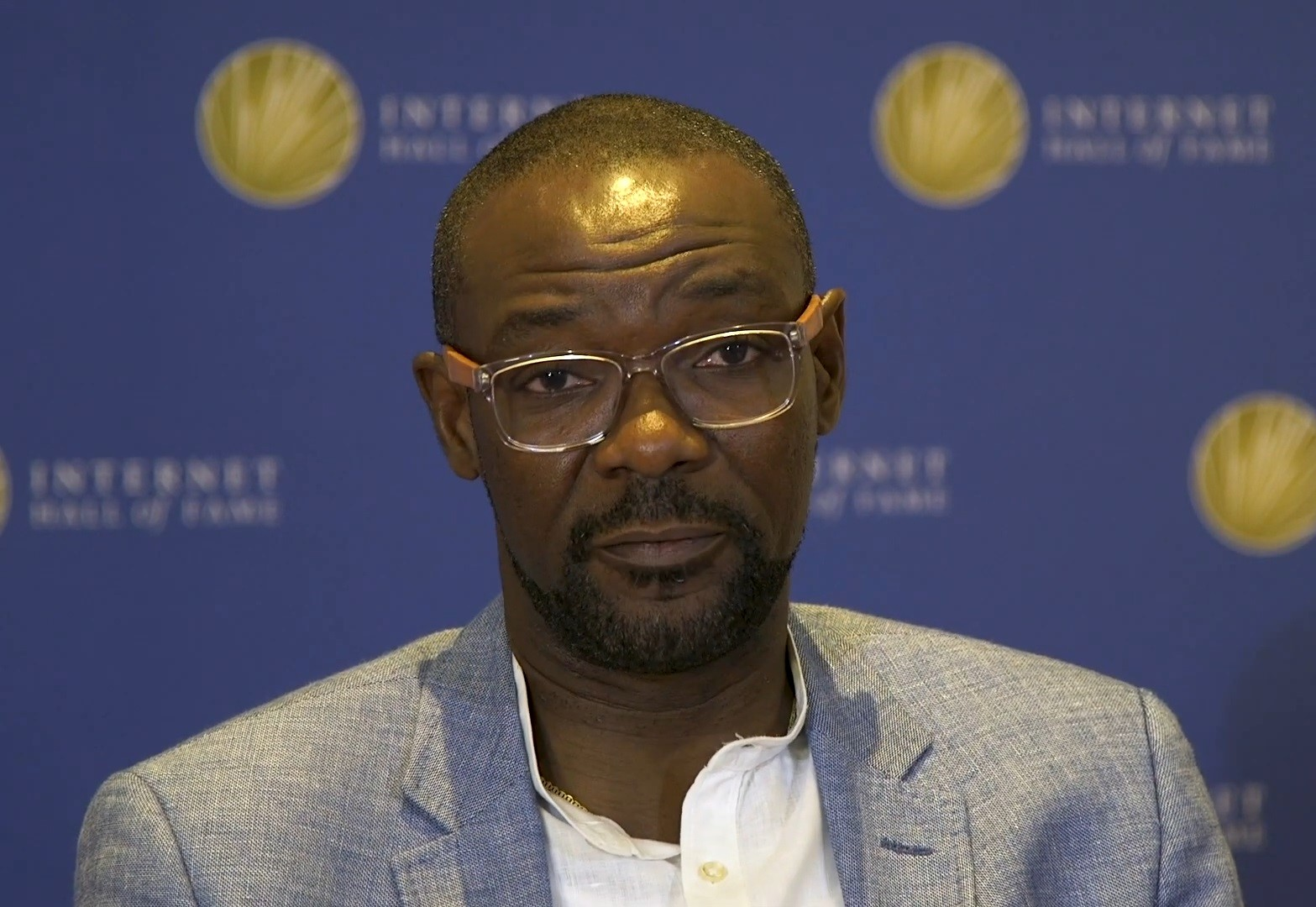
Adiel A. Akplogan, 2019

African Network Information Center (AfriNIC) is de regional Internet Registry (RIR) voor Afrika. Het hoofdkwartier van AfriNIC bevindt zich in Ebene City, Mauritius. Adiel Akplogan is de CEO van AfriNIC. De organisatie heeft rond de twintig medewerkers.
Voor de vorming van AfriNIC werden IP-adresblokken voor Afrika gealloceerd door APNIC, ARIN en RIPE NCC.
Vanaf 2004 werd AfriNIC door ICANN erkend, sinds april 2005 is dit officieel.
Anno 2011 zijn de volgende CIDR IP-adresruimtes aan AfriNIC toegekend: 41.0.0.0/8, 102.0.0.0/8, 105.0.0.0/8 and 197.0.0.0/8 en IPv6 adresblokken 2c00::/12 and 2001:4200::/23. AfriNIC is ook verantwoordelijk voor de volgende adresruimte: 196.0.0.0/8 en 154.0.0.0/8.